# Hofmann

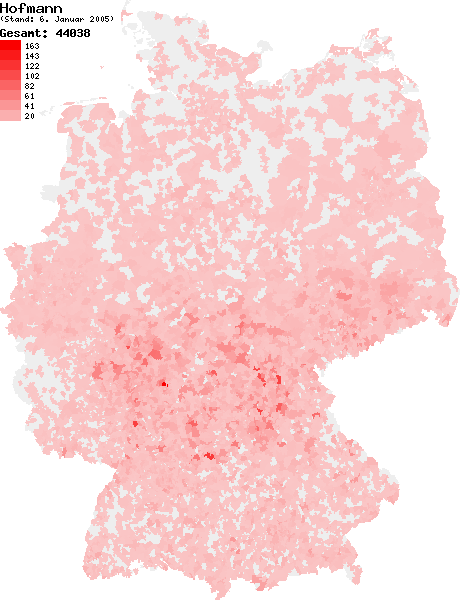
Verteilung des Namens Hofmann in Deutschland

Hofmann ist ein deutscher Familienname.

## Varianten
- Hofman, weitere siehe Hoffmann (Familienname)

## Namensträger

### A
- Adolf Hofmann (1853–1913), österreichischer Montangeologe und Paläontologe
- Adolf Ludwig Hofmann (1879–1953), österreichischer Medailleur
- Albert Hofmann (Verleger) (1818–1880), deutscher Verleger und Theaterdirektor
- Albert Hofmann (Architekt) (1859–1926), deutscher Architekt
- Albert von Hofmann (1867–1940), deutscher Historiker
- Albert Hofmann (1906–2008), Schweizer Chemiker
- Albert Mühlig-Hofmann (1886–1980), deutscher Pilot und Ministerialbeamter
- Albert Josef Hofmann (1933–2018), Schweizer Physiker
- Albrecht Hofmann (Wirtschaftsprüfer) (1923–2013), deutscher Wirtschaftsprüfer
- Albrecht Hofmann (Musiker) (* 1939), deutscher Dirigent und Musikdirektor
- Albrecht Anton Adolph Hofmann (1758–1837), deutscher Jurist und Beamter
- Albrecht W. Hofmann (* 1939), deutscher Geochemiker
- Alex Hofmann (Politiker) (1879–1959), deutscher Fabrikant und Politiker (CDU)
- Alex Hofmann (Rennfahrer) (* 1980), deutscher Motorradrennfahrer
- Alexander Hofmann (Kunsthistoriker) (* 1970), deutscher Kunsthistoriker (Japanische Kunst)
- Alexander Hofmann (Regisseur) (* 1973), deutscher Regisseur, Drehbuchautor und Fotograf
- Alexander Hofmann (Politiker) (* 1992), deutscher Politiker (SPD), Landtagsabgeordneter in Hessen
- Alexandra Hofmann (* 1974), deutsche Sängerin, Musikerin und Entertainerin
- Alfred Hofmann (1879–1958), österreichischer Bildhauer und Keramiker
- Alfred Hofmann (Musiker) (1905–?), deutscher Violinist und Konzertmeister
- Alfred Hofmann-Stollberg (1882–1962), deutscher Maler, Holzschneider und Illustrator
- Alois Hofmann (* 1956), deutscher Kickboxer
- Andreas Hofmann (1716–1795), Rechtswissenschaftler, siehe Johann Andreas Hofmann
- Andreas Hofmann (Rennfahrer) (* 1955), Schweizer Motorradrennfahrer
- Andreas Hofmann, eigentlicher Name von DJ Happy Vibes (* 1966), deutscher Musikproduzent und Diskjockey
- Andreas Hofmann (Kletterer) (* 1967), deutscher Kletterer und Autor
- Andreas Hofmann (Fußballspieler, 1974) (* 1974), österreichischer Fußballspieler
- Andreas Hofmann (Fußballspieler, 1986) (* 1986), deutscher Fußballspieler
- Andreas Hofmann (Leichtathlet) (* 1991), deutscher Speerwerfer
- Andreas Joseph Hofmann (1752–1849), deutscher Philosoph
- Anita Hofmann (Musikerin) (* 1977), deutsche Schlagersängerin und Radiomoderatorin
- Anita Hofmann (Musicaldarstellerin), österreichische Musicaldarstellerin und Tänzerin
- Anja Hofmann-Böllinghaus (* 1970), deutsche Ingenieurin
- Anke Hofmann (* 1967), deutsche Kommunalpolitikerin
- Anne-Marie Hofmann (1920–2014), deutsche Juristin
- Annegret Hofmann (* 1946), deutsche Journalist, Autorin und Publizistin
- Annette R. Hofmann (* 1966), deutsche Sportwissenschaftlerin und Hochschullehrerin
- Anton Hofmann (Maler) (1887–1965), Schweizer Maler
- Anton Hofmann (Musiker) (1912–2007), österreichischer Musiker, Kapellmeister und Komponist
- Anton Hofmann (Beamter) (* 1949), bayerischer Beamter
- Anton Adalbert Hofmann (1881–1932), österreichischer Schriftsteller
- Antonius Hofmann (1909–2000), deutscher Geistlicher, Bischof von Passau
- Armin Hofmann (1920–2020), Schweizer Grafiker und Hochschullehrer
- Arne Hofmann (* 1953), deutscher Traumatologe
- Arnold Hofmann (1909–nach 1970), deutscher Chirurg
- Arthur Hofmann (1863–1944), deutscher Politiker (SPD)
- Arthur Hofmann (Maler) (1897–1981), Schweizer Maler
- Artur Hofmann (1907–1987), deutscher Politiker (KPD)
- August Hofmann (Jurist) (1865–1930), deutscher Jurist und Landrat
- August Hofmann (Politiker), deutscher Politiker (SPD), MdL Freistaat Sachsen-Altenburg
- August Friedrich Hofmann (1824–1901), deutscher Generalleutnant
- August Konrad Hofmann (1776–1841), deutscher Staatsmann
- August Wilhelm von Hofmann (1818–1892), deutscher Chemiker
- Augustin Hofmann (1556–1629), Schweizer Benediktinerpater und Fürstabt von Einsiedeln
- Augustus Hofmann (* 1938), deutscher Versicherungsmakler und Fernsehkritiker

### B
- Beate Hofmann (* 1963), deutsche evangelische Theologin und Bischöfin
- Bernd Hofmann (Drehbuchautor) (1904–1940), deutscher Drehbuchautor und Regisseur
- Bernd Hofmann (Fußballspieler) (1941–2013), deutscher Fußballspieler
- Bernd Hofmann (Mathematiker) (* 1953), deutscher Mathematiker
- Bernd Hofmann (Fußballfunktionär) (* 1968), deutscher Fußballfunktionär
- Bernhard Hofmann (Schriftsteller) (1834–1910), deutscher Jurist und Schriftsteller
- Bernhard Hofmann (Jurist) (1889–1954), deutscher Jurist
- Bernhard Hofmann (SA-Mitglied) (1896–1982), deutscher SA-Funktionär
- Bernhard Hofmann (Musikwissenschaftler) (* 1959), deutscher Musikpädagoge
- Bernhard Hofmann-Wellenhof (* 1951), österreichischer Geodät
- Bernhard G. Hofmann (* 1965), deutscher Komponist, Musiker, Arrangeur und Musikpädagoge
- Blaise Hofmann (* 1978), Schweizer Schriftsteller
- Britta Hofmann (* 1980), deutsche Moderatorin, Journalistin und Redakteurin

### C
- Carl Hofmann (Verleger) (1836–1916), deutscher Sachbuchautor, Zeitungsverleger und Redakteur
- Carl Hofmann (1847–1870), deutscher Bergsteiger, siehe Karl Hofmann (Bergsteiger)
- Caspar Hofmann (1572–1648), deutscher Mediziner und Hochschullehrer
- Caspar Friedrich von Hofmann (1740–1814), Prokurator am Reichskammergericht
- Charlotte Hofmann-Hege (Charlotte Hege; 1920–2012), deutsche Schriftstellerin
- Christa Hofmann, österreichische Journalistin
- Christian Gottlieb Hofmann (1743–1797), deutscher Mediziner
- Christiane Hofmann (* 1945), deutsche Pädagogin und Hochschullehrerin
- Christoph Hofmann der Ältere (1641–1721), österreichischer Maler
- Christoph Hofmann der Jüngere (1673–1734), österreichischer Maler
- Claudia Mettke-Hofmann (* vor 1970), deutsche Biologin
- Claudia Maria Hofmann (* 1977), deutsche Rechtswissenschaftlerin
- Corinne Hofmann (* 1960), Schweizer Geschäftsfrau und Autorin

### D
- Dagmar Hofmann (* 1974), deutsche Althistorikerin
- Daniel Hofmann (Theologe) (um 1538–1611), deutscher lutherischer Theologe
- Daniel Hofmann (Naturbahnrodler) (* 1996), Schweizer Naturbahnrodler
- Daniela Hofmann, deutsche Prähistorikerin
- Detlef Hofmann (* 1963), deutscher Kanute
- Dieter Hofmann (Trainer) (1941–2020), deutscher Kunstturntrainer
- Dieter Hofmann (Politiker) (* 1958), deutscher Politiker (DFD), MdV
- Dieter Hofmann (Designer) (* 1960), deutscher Systemdesigner und Produktdesigner
- Dietrich Hofmann (1923–1998), deutscher Mediävist
- Dirk Hofmann (* 1969), deutscher Fußballspieler und -trainer
- Dorothea Hofmann (Grafikdesignerin) (* 1929), Schweizer Grafikdesignerin und Kunstpädagogin
- Dorothea Hofmann (* 1961), deutsche Pianistin und Komponistin

### E
- Eberhard Hofmann (* 1930), deutscher Biochemiker
- Edmund Hofmann von Aspernburg (1847–1930), österreichischer Bildhauer
- Eduard von Hofmann (1837–1897), österreichischer Rechtsmediziner
- Eduard Hofmann (Orgelbauer) (um 1856–1941), deutscher Orgelbauer
- Eduard Ansen-Hofmann (1862–1955), österreichischer Maler
- Egon Hofmann (Maler) (1884–1972), österreichischer Maler
- Egon Hofmann (Schauspieler) (* 1952), deutscher Schauspieler
- Egon Hofmann (Biathlet), tschechoslowakischer Biathlet
- Egon Hofmann (Skilangläufer) (* 1980), italienischer Skilangläufer
- Ekkehard Hofmann (* 1966), deutscher Jurist
- Ekkehardt Hofmann (* 1942), deutscher Künstler
- Elise Hofmann (1889–1955), österreichische Paläobotanikerin
- Elise Hofmann-Bosse (1880–1954), deutsche Bibliothekarin
- Elke Hofmann (* 1943), deutsche Politikerin (CDU), Mitglied des Abgeordnetenhauses von Berlin, heute: Elke Maes
- Ellen Hofmann (* 1968), deutsche Kostümbildnerin
- Else Hofmann (1893–1960), österreichische Kunsthistorikerin
- Emil Hofmann (Schriftsteller) (1864–1927), österreichischer Dichter, Schriftsteller und Heimatforscher
- Emil Hofmann (Politiker) (1865–1927), Schweizer Pfarrer und Politiker (DP)
- Engelbert Hofmann (1900–1979), deutscher Politiker (CSU)
- Erich Hofmann (General) (1889–1961), deutscher Generalleutnant
- Erich Hofmann (Linguist) (1895–1982), deutscher Linguist
- Erich Hofmann (Politiker) (1901–1984), deutscher Politiker (NSDAP), MdR
- Erich Hofmann (Grafiker) (1924–2016), deutscher Grafiker
- Erika Durban-Hofmann (1922–2005), deutsche Malerin
- Erna Hedwig Hofmann (1913–2001), deutsche Publizistin und Chronistin
- Ernst Hofmann (Entomologe) (1837–1892), deutscher Apotheker und Insekten-/Schmetterlingskundler
- Ernst von Hofmann (1862–1942), deutscher Generalmajor
- Ernst Hofmann (Schauspieler) (1890–1945), deutscher Schauspieler
- Ernst Hofmann (Lieddichter) (1904–1999), katholischer Pfarrer und Lieddichter
- Ernst Hofmann (Fröntler) (1912–1986), Schweizer Fröntler
- Ernst Hofmann (Landrat) (1915–1996), deutscher Kommunalpolitiker
- Ernst Hofmann (Ethnograph) (1944–2019), deutscher Ethnograph und Fachinformator
- Ernst Hofmann-Schubiger (1868–1946), Schweizer Unternehmer
- Ernst Otto Hofmann (1897–1989), österreichischer Architekt
- Ernst Reinhold Hofmann (1801–1871), deutschbaltischer Geologe, Geograph, Mineraloge und Forschungsreisender
- Erwin Hofmann (1917–2004), österreichischer Botaniker
- Eugen Hofmann (1941–2008), südafrikanischer Bildhauer
- Eva Duncker-Hofmann (1889–nach 1949), deutsche Schriftstellerin
- Eva-Maria Hofmann (* 1951), deutsche Schauspielerin

### F
- Felix Hofmann, siehe Felix Hoffmann
- Ferdinand Hofmann (Klavierbauer) (1756–1829), österreichischer Klavierbauer
- Ferdinand Hofmann, bürgerlicher Name von Paul Hofmann (Theologe, 1798) (1798–1842), österreichischer Theologe und Lehrer
- Frank Hofmann (Politiker) (* 1949), deutscher Politiker (SPD)
- Frank Hofmann (Journalist) (* 1962), deutscher Journalist und Sachbuchautor
- Franz Hofmann (Rechtswissenschaftler, 1845) (1845–1897), österreichischer Jurist
- Franz Hofmann (Politiker, 1852) (1852–1903), deutscher Unternehmer und Politiker (SPD)
- Franz Hofmann (Politiker, II), österreichischer Politiker, Mitglied des Abgeordnetenhauses
- Franz Hofmann (Schrittmacher) (1879–1926), deutscher Radsportler und Schrittmacher
- Franz Hofmann (Kunsthistoriker, 1888) (1888–1946?), deutscher Kunsthistoriker
- Franz Hofmann (Landrat) (1899–1945), deutscher Landrat und Parteifunktionär (NSDAP)
- Franz Hofmann (Komponist) (1920–1945), deutscher Komponist
- Franz Hofmann (Pädagoge) (1922–2003), deutscher Pädagoge und Hochschullehrer
- Franz Hofmann (Mediziner) (* 1942), deutscher Mediziner und Pharmakologe
- Franz Hofmann (Kunsthistoriker, 1961) (* 1961), deutscher Kunsthistoriker und Archivar
- Franz Hofmann (Rechtswissenschaftler, 1981) (* 1981), deutscher Rechtswissenschaftler
- Franz Adolf Hofmann (1843–1920), deutscher Mediziner
- Franz Bruno Hofmann (1869–1926), deutscher Physiologe
- Franz Johann Hofmann (1906–1973), deutscher SS-Führer
- Franz Xaver Hofmann (1921–2003), Schweizer Geologe
- Franziska Hofmann (Klarinettistin) (* 1983), deutsche Klarinettistin und Musikpädagogin
- Franziska Hofmann (* 1994), deutsche Leichtathletin
- Fredrik Jan Hofmann (* 1977), deutsch-schwedischer Schauspieler
- Friederike Hofmann (Schauspielerin) (* 1978), deutsche Moderatorin und Schauspielerin
- Friederike Hofmann (Journalistin) (* 1982), deutsche Journalistin
- Friedhelm Hofmann (* 1942), deutscher Geistlicher, Bischof von Würzburg
- Friedrich Hofmann (Mediziner, 1806) (1806–1886), deutscher Mediziner, Landarzt in Westfalen und Erfinder
- Friedrich Hofmann (Schriftsteller) (1813–1888), deutscher Schriftsteller
- Friedrich Hofmann (Pädagoge) (1820–1895), deutscher Pädagoge
- Friedrich Hofmann (Politiker, 1833) (1833–1893), deutscher Politiker, MdL Greiz
- Friedrich von Hofmann (1851–1921), deutscher Verwaltungsbeamter
- Friedrich Hofmann (Politiker, 1893) (1893–1975), österreichischer Politiker (SPÖ), Steirischer Landtagsabgeordneter
- Friedrich Hofmann (Offizier) (1895–1975), deutscher Generalleutnant
- Friedrich Hofmann (Theologe) (1902–1977), deutscher Religionspädagoge
- Friedrich Hofmann (Generaldekan) (1904–1965), deutscher Militärseelsorger
- Friedrich Hofmann (Kirchenmusiker) (1910–1998), deutscher Theologe und Kirchenmusiker
- Friedrich Hofmann (Politiker, 1935) (1935–2013), deutscher Politiker (SPD), MdL Nordrhein-Westfalen
- Friedrich Hofmann (Mediziner, 1949) (1949–2018), deutscher Mediziner und Hochschullehrer
- Friedrich H. Hofmann (1934–2024), deutscher Lehrer, Philatelist und Heimatforscher
- Friedrich Hermann Hofmann (1875–1931), deutscher Kunsthistoriker
- Fritz Hofmann (1813–1888), deutscher Schriftsteller und Redakteur, siehe Friedrich Hofmann (Schriftsteller)
- Fritz Hofmann (Chemiker) (1866–1956), deutscher Chemiker
- Fritz Hofmann (Leichtathlet) (1871–1927), deutscher Leichtathlet
- Fritz Hofmann (Bildhauer) (1889–1966), deutscher Bildhauer
- Fritz Hofmann (Politiker, 1924) (1924–2005), Schweizer Politiker
- Fritz Hofmann (Heimatpfleger) (1925–2008), deutscher Heimatpfleger
- Fritz Hofmann (Politiker, 1928) (1928–2018), österreichischer Politiker (SPÖ)
- Fritz Hofmann (Schriftsteller) (* 1928), deutscher Schriftsteller
- Fritz Hofmann (Mineraloge) (1933–2017), deutscher Mineraloge
- Fritz Max Hofmann-Juan (auch Fritz Hofmann-Juan oder Max Hofmann-Juan; 1873–1937), deutscher Maler

### G
- Georg von Hofmann (1769–1845), österreichischer Dramatiker und Librettist
- Georg Hofmann (Politiker, 1798) (1798–1853), deutscher Kaufmann, Gutsbesitzer und Ratsherr
- Georg Hofmann (Politiker, 1814) (1814–1871), deutscher Politiker, MdL Bayern
- Georg Hofmann (Politiker, 1858) (1858–??), deutscher Landrat und Politiker, MdL Westfalen
- Georg Hofmann (Musikdirektor) (1877–1947), deutscher Musik- und Chordirektor
- Georg Hofmann (Byzantinist) (1885–1956), deutscher Priester und Byzantinist
- Georg Hofmann (Heimatforscher) (1895–1966), deutscher Geistlicher und Heimatforscher
- Georg Hofmann (Ingenieur) (1908–1993), deutscher Ingenieur und Hochschullehrer
- Georg Hofmann (Politiker, 1923) (1923–2012), deutscher Politiker (CSU)
- Georg Hofmann (Schlagzeuger) (* 1961), Schweizer Musiker
- Georg Franz Hofmann (1765–1849), schweizerisch-deutscher Pädagoge und Autor
- Georg Heinrich Wilhelm Hofmann (1807–1880), deutscher Architekt und Unternehmer
- Georg Rainer Hofmann (* 1961), deutscher Hochschullehrer
- Georg Wilhelm von Hofmann (1777–1860), deutscher General der Infanterie
- Georg Wilhelm Hofmann (1846–1923), deutscher Richter
- Gerda Hofmann, deutsche Ministerialrätin
- Gerhard Hofmann (Rennfahrer) (1913–1956), deutscher Motorradrennfahrer
- Gerhard Hofmann (Rechtsanwalt) (1927–1987), deutscher Rechtsanwalt
- Gerhard Hofmann (Fußballtrainer) (* 1927), deutscher Fußballtrainer
- Gerhard Hofmann (Forstwissenschaftler) (1931–2021), deutscher Forstwissenschaftler
- Gerhard Hofmann (Journalist) (* 1948), deutscher Journalist
- Gerhard Hofmann (Grafiker) (* 1960), deutscher Maler und Radierer
- Gerhard Hofmann (Ornithologe), deutscher Ornithologe
- German Hofmann (1942–2007), deutscher Musiker
- Gert Hofmann (1931–1993), deutscher Schriftsteller
- Gert Maria Hofmann (* 1944), österreichischer Künstler
- Gögi Hofmann (1956–2025), Schweizer Komiker
- Gottfried Hofmann (Unternehmer) (1831–1906), Schweizer Textilunternehmer
- Gottfried Hofmann (Maler) (1894–1985), österreichischer Maler und Keramiker
- Gottfried Hofmann-Stirl (1887–1961), deutscher Violinist
- Gottfried Hofmann-Wellenhof (* 1950), österreichischer Lehrer und Autor
- Grégory Hofmann (* 1992), Schweizer Eishockeyspieler
- Gritt Hofmann (* 1980), deutsche Turnerin und Innenarchitektin
- Günter Hofmann (Künstler, 1942) (* 1942), österreichischer Maler und Grafiker
- Günter Hofmann (Künstler, 1944) (1944–2008), deutscher Maler, Graphiker und Illustrator
- Günther Hofmann (1927–2013), deutscher Sänger
- Gunter Hofmann (* 1942), deutscher Journalist
- Gunther Olaf Hofmann (* 1957), deutscher Chirurg, Physiker und Hochschullehrer
- Gustav Hofmann (Politiker, 1798) (1798–1866), deutscher Richter und Politiker, Mitglied der Frankfurter Nationalversammlung
- Gustav Hofmann (Politiker, 1827) (1827–1897), deutscher Richter und Politiker, MdL Hessen
- Gustav Hofmann (Maler) (1889–1970), deutscher Maler
- Gustav Hofmann (Bibliothekar) (1900–1982), deutscher Bibliothekar und Philologe
- Gustav Hofmann (Meteorologe) (1921–2015), deutscher Meteorologe, Physiker und Hochschullehrer

### H
- Hanna-Marie Hofmann (* 2004), deutsche Schauspielerin
- Hanns Hofmann (Chemiker) (1923–2006), deutscher Chemiker
- Hanns Hofmann (Mediziner) (1943–2017), österreichischer Mediziner, Virologe und Hochschullehrer
- Hanns Hubert Hofmann (1922–1978), deutscher Historiker
- Hans Hofmann (Bürgermeister) († 1584), deutscher Politiker, Bürgermeister von Heilbronn
- Hans Hofmann (Radsportler) (1867–1920), deutscher Radsportler
- Hans Hofmann (Musiker) (1867–1933), deutscher Kirchenmusiker
- Hans Hofmann (Maler) (1880–1966), deutsch-amerikanischer Maler
- Hans Hofmann (Bibliothekar, 1890) (1890–1979), deutscher Bibliothekar, Redakteur, Bergsteiger und Heimatforscher
- Hans Hofmann (General) (1891–1947), deutscher Generalleutnant
- Hans Hofmann (Architekt) (1897–1957), Schweizer Architekt
- Hans Hofmann (Bibliothekar, 1898) (1898–1978), deutscher Bibliothekar und Pfarrer
- Hans Hofmann (Politiker, 1909) (1909–1954), deutscher Politiker (KPD)
- Hans Hofmann (Mediziner) (1916–2007), österreichischer Augenarzt und Hochschullehrer
- Hans Hofmann (Künstler) (* 1924), Schweizer Maler, Zeichner, Graveur und Bildhauer
- Hans Hofmann (Admiral) (* 1933), deutscher Vizeadmiral
- Hans Hofmann (Politiker, 1939) (* 1939), Schweizer Politiker (SVP)
- Hans Hofmann (Kunstpfeifer) (* 1946), österreichischer Kunstpfeifer
- Hans Hofmann (Fußballspieler) (* 1947), deutscher Fußballtorwart
- Hans Hofmann (Zeichner) (* 1949), Schweizer Zeichner und Radierer
- Hans Hofmann von Grünbühel (1491/1492–1564), österreichischer Hofbeamter
- Hans-Dieter Hofmann (1947–2019), deutscher Jurist, Präsident des Evangelisch-Lutherischen Landeskirchenamtes Sachsen
- Hans Georg Hofmann (1873–1942), deutscher Offizier und Politiker (NSDAP)
- Hans-Georg Hofmann (* 1957), deutscher Maler und Grafiker
- Hans Jörg Hofmann (1936–2010), kanadischer Paläontologe
- Hans-Jörg Hofmann (* 1944), deutscher Biochemiker
- Hans-Otto Hofmann (1893–1953), deutscher Verwaltungsjurist, Leiter der Außenstelle des Reichsrechnungshofs in München
- Hanspeter Hofmann (* 1960), Schweizer Maler
- Hans-Peter Hofmann (* 1967), deutscher Violinist und Hochschullehrer
- Harald Hofmann (Diplomat) (1932–2023), deutscher Jurist und Diplomat
- Harald Hofmann (Politiker) (* 1940), österreichischer Politiker (SPÖ)
- Harald Hofmann (Rechtswissenschaftler) (* 1948), deutscher Jurist und Hochschullehrer
- Harald Hofmann (Handballspieler) (* 1957/1958), deutscher Handballspieler
- Harald Hofmann (Ruderer) (* 1973), österreichischer Ruderer
- Harald Hofmann (Basketballspieler) (* 1975), deutscher Basketballspieler
- Harold Hofmann (1932–2013), US-amerikanischer Politiker
- Hasso Hofmann (1934–2021), deutscher Rechtsphilosoph
- Hedwig Fischer-Hofmann (1888–1983), österreichisch-US-amerikanische Dermatologin, Frauenrechtlerin und NS-Verfolgte
- Heidelore Hofmann (* 1943), deutsche Dermatologin und Borreliose-Expertin
- Heike Hofmann (* 1973), deutsche Politikerin (SPD)
- Heinrich Hofmann (Mathematiker) (1576–1652), deutscher Mathematiker und Hochschullehrer
- Heinrich Hofmann (Komponist) (1842–1902), deutscher Komponist
- Heinrich Hofmann (Politiker) (1857–1937), deutscher Jurist und Politiker (NLP)
- Heinrich von Hofmann (1863–1921), deutscher General und Freikorpsführer
- Heinrich Hofmann (Mediziner) (1909–1971), deutscher Pharmakologe und Toxikologe
- Heinrich Blatter-Hofmann (1837–1912), Schweizer Kaufmann, Bauunternehmer und Politiker
- Heinrich Albert Hofmann (1818–1880), deutscher Buchhändler, Verleger und Theaterleiter
- Heinrich Ferdinand Hofmann (1824–1911), deutscher Maler
- Heinrich Karl Hofmann (1795–1845), deutscher Jurist und Politiker
- Heinz Hofmann (Dirigent, 1917) (1917–nach 1967), deutscher Dirigent
- Heinz Hofmann (Dirigent, 1919) (1919–1987), deutscher Dirigent
- Heinz Hofmann (Fußballspieler) (* 1921), deutscher Fußballspieler
- Heinz Hofmann (General) (* 1927), deutscher Geheimdienstoffizier
- Heinz Hofmann (Publizist), deutscher Publizist und Film- und Fernsehkritiker
- Heinz Hofmann (Politiker), deutscher Politiker, MdV
- Heinz Hofmann (Altphilologe) (* 1944), deutscher Altphilologe
- Hellmut Hofmann (1921–2009), österreichischer Physiker, Parapsychologe und Hochschullehrer
- Hellmuth Hofmann (1896–1973), deutscher Heimatforscher
- Helmut Hofmann (Architekt) (1907–2006), deutscher Architekt und Künstler
- Helmut Hofmann (Boxer) (1925–2017), deutscher Boxer
- Helmut Hofmann (Chorleiter) (* 1945), deutscher Chorleiter und Komponist
- Helmut Hofmann (General) (* 1945), deutscher Brigadegeneral des Heeres der Bundeswehr
- Helmut Hofmann (Fußballspieler) (* 1961), österreichischer Fußballspieler
- Helmuth von Hofmann (1891–1964), deutscher Generalmajor
- Henri Châtin Hofmann (1900–1961), US-amerikanischer Tänzer
- Herbert Hofmann (Heimatforscher) (1900–1983), österreichisch-tschechischer Heimatforscher
- Herbert Hofmann (Fußballspieler) (1931–2001), deutscher Fußballspieler
- Herbert Hofmann (Politiker) (1936–2014), deutscher Politiker (CSU)
- Herbert Hofmann-Welborn (1925–2001), deutscher Maler und Grafiker
- Herbert W. Hofmann (* 1934), deutscher Sportfunktionär
- Heribert Hofmann (1934–2004), deutscher Ringer
- Hermann Hofmann (Journalist) (1850–1915), deutscher Journalist
- Hermann von Hofmann (1868–1943), deutscher Generalmajor
- Hermann Hofmann (Politiker) (1880–1941), deutscher Lehrer und Politiker (Zentrum)
- Hermann Hofmann (Mediziner) (1887–1953), deutscher Generalstabsarzt
- Hermann Hofmann (Dirigent) (1894–1968), Schweizer Kapellmeister, Orchester- und Chordirigent
- Hermann Hofmann (Lehrer) (1903–1998), Schweizer Lehrer und Schriftsteller
- Hermann Hofmann (Rennfahrer) (1931–2012), deutscher Motorradrennfahrer und Motorsportfunktionär
- Herwig Hofmann (* 1969), deutscher Rechtswissenschaftler
- Hillevi Hofmann (* 1972), österreichische Schauspielerin, Regisseurin und Journalistin
- Holly Hofmann (* 1956), US-amerikanische Flötistin
- Horst-Klaus Hofmann (1928–2021), deutscher Jugendfunktionär
- Hubert Hofmann (1933–1988), österreichischer Sänger (Bass)

### I
- Ida Hofmann (1864–1926), deutsche Pianistin, Musikpädagogin und Autorin
- Ignaz Hofmann (1857–1934), österreichischer Sammler
- Ilse Hofmann (* 1949), deutsche Regisseurin
- Inge Hofmann (1939–2016), deutsche Afrikanistin
- Ingo Hofmann (* 1943), deutscher Physiker und Menschenrechtsaktivist
- Ingrid Hofmann (* 1954), deutsche Unternehmerin, siehe I. K. Hofmann
- Iris Hofmann-Kastner (1968–2023), deutsche Kulturhistorikerin und Museumsleiterin
- Irmela Hofmann (1924–2003), deutsche Seelsorgerin
- Isaak Löw Hofmann (1759–1849), österreichischer Kaufmann

### J
- Jakob Hofmann (1876–1955), deutscher Bildhauer und Zeichner
- Jan Hofmann (* 1954), deutscher Politiker
- Jannik Hofmann (Handballspieler) (* 1995), deutscher Handballspieler
- Jannik Hofmann (Fußballspieler) (* 2002), deutscher Fußballspieler
- Jean Hofmann (Schauspieler) (1853–1919), deutscher Theaterschauspieler
- Jean-Pierre Grin-Hofmann (* 1947), Schweizer Politiker
- Jeanette Hofmann (* 1960), deutsche Politikwissenschaftlerin
- Jens Hofmann (* 1973), deutscher Jurist
- Joachim Hofmann (Unternehmer) (1908–nach 1972), deutscher Bekleidungsfabrikant und Verbandsfunktionär
- Joachim Hofmann (Geologe) (1932–2020), deutscher Geologe und Hochschullehrer
- Joachim Hofmann (Philosoph) (* 1933), deutscher Philosoph und Rechtswissenschaftler
- Joachim Hofmann (Regisseur) (* 1951), deutscher Filmregisseur, Kameramann und Produzent
- Joachim Hofmann-Göttig (* 1951), deutscher Politikwissenschaftler und Politiker, Oberbürgermeister von Koblenz
- Johann Hofmann (Maler) (1607–1677), österreichischer Maler
- Johann von Hofmann (Johann Christian Konrad von Hofmann; 1810–1877), deutscher Theologe
- Johann Hofmann (Pädagoge) (1876–1958), Schweizer Agraringenieur, Agrarpädagoge und Verbandsfunktionär
- Johann Hofmann (Fußballspieler) (1908–1970), österreichischer Fußballspieler
- Johann Andreas Hofmann (1716–1795), deutscher Rechtswissenschaftler und Hochschullehrer
- Johann Baptist Hofmann (1886–1954), deutscher Altphilologe
- Johann Christian Hofmann (1739–1792), deutscher Beamter
- Johann Conrad Hofmann (1678–1728), deutscher Jurist
- Johann Georg Hofmann (1724–1772), deutscher Theologe, Orientalist und Hochschullehrer
- Johann Gerhard Hofmann (1757–1822), deutscher Händler und Politiker
- Johann Jakob Hofmann (Theologe) (1635–1706), Schweizer Theologe, Historiker und Lexikograf
- Johann Jakob Hofmann (Zeichner) (1730–1772), Schweizer Maler, Zeichner und Kupferstecher
- Johann Michael Hofmann (1757–1841), deutscher Politiker, Bürgermeister von Darmstadt
- Johann Moritz Hofmann (1653–1727), deutscher Mediziner und Hochschullehrer
- Johann Philipp Hofmann (1873–1926), deutscher Politiker (Zentrum), MdL Hessen
- Johann Samuel Hofmann (um 1767–1845), deutscher Orgelbauer
- Johannes Hofmann, eigentlicher Name von Johannes Ludovici († 1480), deutscher Theologe und Geistlicher, Weihbischof in Regensburg
- Johannes Hofmann (Politiker) (1857–1928), deutscher Politiker (DNVP)
- Johannes Hofmann (Bibliothekar) (1888–1954), deutscher Bibliothekar
- Johannes Hofmann (Theologe) (Johannes Heinrich Hofmann; * 1950), deutscher Theologe und Hochschullehrer
- Johannes Hofmann (Musiker) (* 1981), deutscher Musiker und Sounddesigner
- Johannes Wilhelm Hofmann (1876–1956), deutscher Ingenieur, Erfinder und Unternehmer
- Jonas Hofmann (Fußballspieler, 1992) (* 1992), deutscher Fußballspieler
- Jonas Hofmann (Fußballspieler, 1997) (* 1997), deutscher Fußballspieler
- Jörg Hofmann (Zimmermann) (1660–1734), deutscher Zimmermann und Bildschnitzer
- Jörg Hofmann (Geiger) (* 1939), deutscher Geiger und Hochschullehrer
- Jörg Hofmann (Gewerkschafter) (* 1955), deutscher Gewerkschafter und Politiker (SPD)
- Jörg Hofmann (Flamencokünstler) (* 1974), deutscher Musiker, Sänger und Tänzer
- Josef Hofmann (Schriftsteller) (1858–1943), deutschböhmischer Schriftsteller und Heimatforscher
- Josef Hofmann (Pianist) (1865–1927), österreichischer Pianist und Komponist
- Josef Hofmann (Landrat) (1895–nach 1944), sudetendeutscher Verwaltungsjurist
- Josef Hofmann (Bibliothekar) (1896–1971), deutscher Bibliothekar
- Josef Hofmann (Politiker, 1897) (1897–1973), deutscher Journalist, Zeitungsherausgeber und Politiker (CDU), MdL Nordrhein-Westfalen
- Josef Hofmann (Politiker, 1927)  (1927–2016), deutscher Jurist und Politiker (CDU), MdB
- Joseph Hofmann (Komponist) (1782–1843), österreichischer Komponist und Chorleiter
- Joseph Ehrenfried Hofmann (1900–1973), deutscher Mathematikhistoriker
- Joseph Vincenz Hofmann (1800–1863), österreichischer Theologe
- Józef Hofmann (1876–1957), polnischer Pianist und Komponist
- Judith Hofmann (* 1967), Schweizer Schauspielerin
- Juliane Hofmann (* 1980), deutsche Seglerin
- Julius Hofmann (1840–1896), österreichischer Architekt
- Julius Hofmann (Politiker) (1840–1913), österreichischer Mediziner und Politiker
- Julius Hofmann (Maler) (* 1983), deutscher Maler
- Jürgen Hofmann (Theaterwissenschaftler) (* 1941), deutscher Theaterwissenschaftler, Hochschullehrer und Dramatiker
- Jürgen Hofmann (Historiker) (* 1943), deutscher Historiker und Hochschullehrer
- Jürgen Hofmann (Manager), deutscher Wirtschaftsmanager und Ministerialbeamter
- Jürgen Hofmann (Wirtschaftsinformatiker) (* 1955), deutscher Wirtschaftsinformatiker und Hochschullehrer
- Jürgen Hofmann (Bobfahrer) (* 1958), deutscher Bobfahrer
- Jürgen Hofmann (Rennfahrer), deutscher Motorradrennfahrer
- Jürgen Hofmann (Journalist), deutscher Fernsehjournalist

### K
- Karl Hofmann (Politiker, 1826) (1826–??) deutscher Jurist und Politiker, MdL Bayern
- Karl von Hofmann (1827–1910), deutscher Politiker
- Karl Hofmann (Komponist) (1835–1909), österreichischer Violinist und Komponist
- Karl Hofmann (Geologe) (1839–1891), ungarischer Geologe
- Karl Hofmann (Bergsteiger) (1847–1870), deutscher Bergsteiger
- Karl Hofmann (Maler) (1852–1926), österreichischer Maler
- Karl Hofmann (Architekt, 1856) (1856–1933), deutscher Architekt
- Karl Hofmann (Politiker, 1862) (1862–1928), deutscher Landwirt und Politiker (Zentrum), MdR
- Karl Hofmann (Heimatforscher, 1867) (1867–1966), deutscher Lehrer und Heimatforscher
- Karl Hofmann (Architekt, vor 1882) (vor 1882–1935), deutscher Architekt
- Karl Hofmann (Architekt, 1890) (1890–nach 1960), österreichischer Architekt
- Karl Hofmann (Heimatforscher, 1899) (1899–1985), deutscher Verleger, Heimatkundler, Fotograf und Alpinist
- Karl Hofmann (Theologe) (1900–1954), deutscher Theologe und Kirchenrechtler
- Karl Hofmann (Widerstandskämpfer) (1901–1959), deutscher Widerstandskämpfer und  Beamter
- Karl Hofmann (Politiker, 1926) (1926–2012), deutscher Pädagoge und Politiker (SPD), MdB
- Karl Hofmann (Rennfahrer) (1927–1978), deutscher Motorradrennfahrer
- Karl Hofmann (Politiker, 1931) (1931–2000), österreichischer Politiker (SPÖ), Salzburger Landtagsabgeordneter
- Karl Hofmann-von Kap-herr (* 1966), deutscher Ingenieur und Hochschullehrer
- Karl Andreas Hofmann (1870–1940), deutscher Chemiker
- Karl Berthold Hofmann (1842–1922), österreichischer Chemiker und Mediziner
- Karl Borromäus Hofmann (1904–1991), deutscher Theologe und Priester
- Karlfried Hofmann (* 1927), deutscher Rechtswissenschaftler
- Karl Gottlieb Hofmann (1762–1799), deutscher Verleger
- Karl Gottlob Hofmann (1703–1774), deutscher Theologe und Historiker
- Karl Heinrich Hofmann (* 1932), deutscher Mathematiker
- Karl-Heinz Hofmann (* 1956), deutscher Heimatforscher, Autor und Elektriker
- Karl-Ludwig Hofmann (1949–2015), deutscher Kunsthistoriker, Publizist und Ausstellungskurator
- Karl R. Hofmann (* vor 1947), deutscher Physiker und Hochschullehrer
- Kaspar Hofmann (um 1551–1623), deutscher Benediktinerabt
- Katharina Hofmann (* 1970), deutsch-österreichische Schauspielerin
- Katja Hofmann, Geburtsname von Katja Eichinger (* 1971), deutsche Journalistin und Autorin
- Katja Hofmann (Autorin) (* 1986), deutsche Poetry-Slammerin und Moderatorin
- Kerstin P. Hofmann (* 1974), deutsche Prähistorikerin
- Klaus Hofmann (Journalist) (1924–2021), deutscher Journalist und Biograph
- Klaus Hofmann (Musikwissenschaftler) (* 1939), deutscher Musikwissenschaftler
- Klaus Hofmann (Politiker, 1940) (* 1940), österreichischer Politiker (ÖVP), Burgenländischer Landtagsabgeordneter
- Klaus Hofmann (Politiker, II), deutscher Politiker (DBD), MdV
- Klaus Hofmann (Fußballspieler) (* 1957), deutscher Fußballspieler
- Klaus Hofmann (Fußballfunktionär) (* 1967), deutscher Unternehmer und Fußballfunktionär
- Klaus Peter Hofmann (* 1943), deutscher Mediziner
- Konrad Hofmann (Romanist) (1819–1890), deutscher Romanist, Germanist und Mediävist
- Konrad Hofmann (Theologe) (1890–1987), deutscher katholischer Theologe und Lexikograf
- Konrad Hofmann von Nauborn (1829–1874), deutscher Verwaltungsbeamter und Schriftsteller
- Kurt Hofmann (Musikwissenschaftler) (1931–2024), deutscher Sammler, Musikwissenschaftler, Brahms-Forscher und Publizist
- Kurt Hofmann (Jurist) (1932/1933–2020), österreichischer Jurist und Richter
- Kurt Laederach-Hofmann (* 1954), Kardiologe, Internist und Psychosomatiker
- Kurt Wilhelm Hofmann (1950–2023), deutscher Maler, Zeichner und Grafiker

### L
- Laura Hofmann (* 1993), deutsche TV- und Radiomoderatorin
- Lea Hofmann (* 1998), Schweizer Unihockeyspielerin
- Lena-Marie Hofmann (* 1991), deutsche Tennisspielerin
- Leonhard Hofmann (1891–nach 1944), deutscher Verwaltungsjurist und Landrat
- Leopold Hofmann (Komponist) (1738–1793), österreichischer Komponist
- Leopold Hofmann (Bobfahrer) (1864–1926), deutscher Konditor und Bobfahrer
- Leopold Hofmann (Politiker) (1896–1963), deutscher Politiker, Mitglied des Bayerischen Senats
- Leopold Hofmann (Widerstandskämpfer) (1900–1945), österreichischer Widerstandskämpfer
- Leopold Hofmann (Fußballspieler) (1905–1976), österreichischer Fußballspieler
- Leopold Friedrich von Hofmann (1822–1885), österreichischer Diplomat
- Leopoldine Hofmann (1842–1891), österreichische Sängerin und Erzherzogsgattin
- Liborius Hofmann (1561–1599), deutscher Rechtswissenschaftler
- Linette Hofmann (* 2004), deutsche Fußballspielerin
- Linus Hofmann (1911–1990), deutscher Theologe und Generalvikar
- Lothar Hofmann (1903–1989), deutscher politischer Funktionär (KPD)
- Lotte Hofmann (1907–1981), deutsche Textilkünstlerin
- Louis Hofmann (* 1997), deutscher Schauspieler
- Lucia Mayer-Hofmann (* 1979), Schweizer Langstreckenläuferin
- Ludger Hofmann-Engl (* 1964), deutscher Pianist und Komponist
- Ludwig Hofmann (Politiker, 1798) (1798–1879), deutscher Politiker, Staatsminister
- Ludwig von Hofmann (1861–1945), deutscher Maler, Grafiker und Gestalter
- Ludwig Hofmann (Architekt) (1862–1933), deutscher Architekt
- Ludwig Hofmann (Mathematiker) (1890–1979), österreichischer Mathematiker
- Ludwig Hofmann (Sänger) (1891–1963), deutscher Opernsänger (Bass)
- Ludwig Hofmann (Fußballspieler, 1900) (1900–1935), deutscher Fußballspieler
- Ludwig Hofmann (Prälat) (1900–1982), deutscher Theologe, Prälat
- Ludwig Hofmann (Flieger) (1912–1979), deutscher Segelflieger und Testpilot
- Ludwig Hofmann (Politiker, 1937) (* 1937), österreichischer Politiker (SPÖ)
- Ludwig Hofmann (Fußballspieler, 1945) (* 1945), deutscher Fußballspieler
- Ludwig von Hofmann-Zeitz (1832–1895), deutscher Maler
- Ludwig Christoph Hofmann (1902–1945), niederländischer Jurist und Hochschullehrer
- Lulu Hofmann Bechtolsheim (1902–1989), US-amerikanische Mathematikerin und Hochschullehrerin
- Lutz Hofmann (1966–2025), deutscher Fußballspieler

### M
- Manfred Hofmann (Zahnmediziner) (1929–2018), deutscher Zahnmediziner
- Manfred Hofmann (Handballspieler) (* 1948), deutscher Handballtorwart
- Manfred Hofmann (Autor) (* 1949), deutscher Autor und Publizist
- Manfred Hofmann (General) (* 1954), deutscher General
- Margarete Hofmann (Politikerin) (auch Grete Hofmann; 1906–1998), deutsche Politikerin (SPD)
- Margarete Hofmann (Schriftstellerin) (1914–??), deutsche Schriftstellerin und Lyrikerin
- Marianne Hofmann (1938–2012), deutsche Schriftstellerin
- Marianne Hofmann-Wychgram (1888–nach 1979), deutsche Kunsthistorikerin
- Markus Hofmann (Politiker) (* 1963), deutscher Politiker (Bündnis 90/Die Grünen)
- Markus Hofmann (Priester) (* 1968), deutscher Geistlicher, Generalvikar des Erzbistums Köln
- Markus Hofmann (Schauspieler) (* 1975), Schweizer Schauspieler
- Markus Hofmann (Gedächtnistrainer) (* 1975), deutscher Gedächtnistrainer
- Marlies Näf-Hofmann (1926–2018), Schweizer Politikerin und Juristin
- Martha Hofmann (1895–1975), österreichische Schriftstellerin
- Martin Hofmann (Chronist) (1544–1599), deutscher Humanist und Chronist
- Martin Hofmann (Produzent) (* 1956), deutscher Filmproduzent und Schauspieler
- Martin Hofmann (Segelflieger) (* 1961), deutscher Segelkunstflieger
- Martin Hofmann (Organist) (* 1961), deutscher Organist
- Martin Hofmann (Informatiker) (1965–2018), deutscher Informatiker und Hochschullehrer
- Martin Hofmann (Schauspieler) (* 1978), tschechischer Schauspieler
- Martin Hofmann-Apitius (* 1961), deutscher Biologe, Bioinformatiker und Hochschullehrer
- Martina Hofmann (* 1975), Schweizer Sopranistin
- Matthias Hofmann (* 1974), deutscher Alternativschulpädagoge und Autor
- Max Hofmann (General) (1854–1918), deutscher General der Infanterie
- Max Hofmann (Heimatdichter) (1861–1931), deutscher Heimatdichter
- Max Hofmann (Architekt) (1872–1965), Schweizer Architekt
- Max Hofmann (Journalist) (* 1974), deutscher Journalist und Moderator
- Maximilian Hofmann (Politiker) (* 1954), österreichischer Politiker (FPÖ)
- Maximilian Hofmann (Fußballspieler) (* 1993), österreichischer Fußballspieler
- Meinrad Hofmann (* 1943), Schweizer Politiker (CVP)
- Melanie Hofmann (* 1977), Schweizer Dressurreiterin
- Melchior Hofmann (um 1500–1543), deutscher Wanderprediger und Führer der Täuferbewegung
- Mey Hofmann (Maria Remei Hofmann; 1946–2016), spanische Köchin
- Michael Hofmann (Theologe) (1860–1946), österreichischer Jesuit und Kirchenrechtler
- Michael Hofmann (Wirtschaftswissenschaftler) (* 1932), Betriebswirt und Psychoanalytiker in Wien
- Michael Hofmann (Grafiker) (* 1944), deutscher Maler und Grafiker (Farbholzschnitt)
- Michael Hofmann (Musiker) (* 1950), deutscher Musiker, Komponist und Produzent
- Michael Hofmann (Soziologe) (* 1952), deutscher Soziologe
- Michael Hofmann (Kunsthistoriker) (* 1955), deutscher Kunsthistoriker
- Michael Hofmann (Autor) (* 1957), englischer Lyriker, Übersetzer und Literaturwissenschaftler
- Michael Hofmann (Literaturwissenschaftler) (* 1957), deutscher Germanist
- Michael Hofmann (Regisseur) (* 1961), deutscher Regisseur
- Michael Hofmann (Fußballspieler) (* 1972), deutscher Fußballspieler
- Michael Hofmann (Politiker) (* 1974), deutscher Politiker (CSU)
- Michaela Hofmann (* 1979), deutsche Handballspielerin
- Michel Hofmann (1903–1968), deutscher Kulturhistoriker und Feuilletonist
- Mischa Hofmann (* 1967), deutscher Filmproduzent
- Monika Hofmann (* 1967), deutsche Posaunistin und Hochschullehrerin
- Moritz Hofmann (1621–1698), deutscher Mediziner
- Moritz Hofmann (Mediziner, 1843) (1843–1906), deutscher praktischer Arzt, Gerichtsarzt und Hochschullehrer
- Murad Wilfried Hofmann (1931–2020), deutscher Diplomat und Persönlichkeit des Islam

### N
- Nico Hofmann (* 1959), deutscher Regisseur, Filmproduzent und Drehbuchautor
- Noah Hofmann (* 2003), österreichischer Mountainbiker
- Norbert Hofmann (Landrat) (* 1942), deutscher Politiker (SPD)
- Norbert Hofmann (Fußballspieler, 1951) (* 1951), deutscher Fußballspieler
- Norbert Hofmann (Geistlicher) (* 1959), deutscher Ordensgeistlicher und Diplomat
- Norbert Hofmann (Sportschütze) (* 1963), deutscher Sportschütze
- Norbert Hofmann (Fußballspieler, 1972) (* 1972), deutscher Fußballspieler

### O
- Olaf Hofmann (* 1956), deutscher Gewerkschafter
- Olivia Hofmann (* 1992), österreichische Sportschützin
- Oskar Hofmann (Komponist) (1854–1898), österreichischer Komponist und Textdichter
- Oskar von Hofmann (General, 1855) (1855–1915), österreichischer Feldmarschallleutnant
- Oskar von Hofmann (General, 1874) (1874–1964), deutscher General und Militärschriftsteller
- Oskar Hofmann (Beamter) (1900–??), deutscher Ministerialbeamter und Landrat
- Ottmar Hofmann (1835–1900), deutscher Arzt, Amtsarzt und Schmetterlingskundler
- Otto Hofmann (Politiker, 1819) (1819–1883), Landtagsabgeordneter Großherzogtum Hessen
- Otto Hofmann (Fotograf) (1859–1950), deutscher Fotograf
- Otto Hofmann (Fabrikant) (1863–1955), Schweizer Musikinstrumentenfabrikant
- Otto Hofmann (Redakteur) (1889–1962), deutscher Redakteur („Der Kämpfer“) und Leiter der Stadtverordnetenkanzlei in Chemnitz
- Otto Hofmann (Fußballspieler), deutscher Fußballspieler
- Otto Hofmann (SS-Mitglied) (1896–1982), deutscher SS-Obergruppenführer und General der Waffen-SS
- Otto Hofmann (Künstler) (1907–1996), deutscher Maler
- Otto Hofmann (Fußballfunktionär) (1921–1997), jugoslawischer Fußballtrainer und -funktionär
- Otto Hofmann (Maler) (1932–2024), deutscher Maler
- Otto Hofmann-Wellenhof (1909–1988), österreichischer Politiker (ÖVP) und Schriftsteller

### P
- Patrick Hofmann (* 1971), deutscher Schriftsteller
- Paul Hofmann (Theologe, 1630) (auch Paul Hoffmann; 1630–1704), deutscher Theologe
- Paul Hofmann (Theologe, 1798) (eigentlich Ferdinand Hofmann; 1798–1842), österreichischer Theologe und Lehrer
- Paul Hofmann (Philosoph) (1880/1882–1947), deutscher Philosoph und Hochschullehrer
- Paul Hofmann (Hygieniker) (1896–1970), deutscher Veterinär und Hygieniker
- Paul Hofmann (Gauleiter) (1901–1980), deutscher Gauleiter
- Paul Hofmann (Journalist) (1912–2008), österreichisch-amerikanischer Journalist
- Paul Hofmann (Politiker) (1913–2000), Schweizer Politiker (CVP) und Rechtsanwalt
- Paul Hofmann (Künstler) (* 1975), deutscher Maler
- Paul Hofmann von Wellenhof (Paul von Hofmann-Wellenhof; 1858–1944), österreichischer Politiker (Deutscher Nationalverband)
- Paul Seid-Hofmann (1879–1937), Schweizer Bankmanager
- Paul-Werner Hofmann (* 1951), deutscher Fußballspieler
- Pavel Hofmann (* 1938), tschechoslowakischer Ruderer
- Peter von Hofmann (1865–1923), österreichischer General
- Peter Hofmann (Sänger) (1944–2010), deutscher Sänger (Tenor)
- Peter Hofmann (Chemiker) (1947–2015), deutscher Chemiker
- Peter Hofmann (Handballspieler) (* 1955), deutscher Handballtorwart
- Peter Hofmann (Theologe) (* 1958), deutscher Theologe
- Peter Hofmann (Funktionär) (1959–2020), deutscher Fußballfunktionär
- Peter Hofmann (Sportwissenschaftler) (* 1960), österreichischer Sportwissenschaftler und Hochschullehrer
- Peter Hofmann (Mediziner) (* 1961), österreichischer Psychiater
- Peter Hofmann (Politiker), deutscher Politiker (CDU)
- Peter Hofmann (Eishockeyspieler) (* 1974), deutscher Eishockeyspieler
- Peter Hofmann (Maler) (* 1978), deutscher Maler und Grafiker
- Peter Ralf Hofmann (* 1965), deutscher Schriftsteller
- Philip Hofmann (Physiker) (* 1967), deutscher Physiker
- Philip Hofmann (Faustballspieler) (* 1995), deutscher Faustballspieler
- Philipp Hofmann (Politiker) (1804–nach 1857), deutscher Kaufmann und Mitglied der Landstände des Herzogtums Nassau
- Philipp Hofmann (* 1993), deutscher Fußballspieler

### R
- Rafael Hofmann (* 1950), deutscher Politiker (CDU)
- Rainer Hofmann (* 1953), deutscher Rechtswissenschaftler
- Rainer Hofmann-Battiston (* 1952), deutscher Maler, Zeichner, Karikaturist und Illustrator
- Ralf Hofmann (* 1971), deutscher Physiker und Hochschullehrer
- Rebekka Hofmann (* 1978), deutsche Fußballspielerin
- Regina Hofmann-Lehmann (* 1962), Schweizer Tiermedizinerin und Hochschullehrerin für Labormedizin
- Reinhold R. Hofmann (1932–2025), deutscher Veterinärmediziner, Anatom und Hochschullehrer
- Ricarda Hofmann (* 1987), deutsche Comedy-Autorin und Podcasterin
- Richard Hofmann (Komponist) (1844–1918), deutscher Violinist, Komponist, Arrangeur und Musikpädagoge
- Richard Hofmann (Fußballspieler) (1906–1983), deutscher Fußballspieler
- Richard Hofmann (SS-Mitglied) (1913–1979), deutscher SS-Oberscharführer
- Richard Beer-Hofmann (1866–1945), österreichischer Dramatiker und Lyriker
- Robert Hofmann (Politiker, 1869) (1869–1943), deutscher Beamter und Politiker
- Robert Hofmann (Politiker, 1896) (1896–1969), deutscher Politiker (NSDAP), Oberbürgermeister von Bottrop
- Robert Hofmann (Musiker) (* 1968), deutscher Trompeter und Hochschullehrer
- Robert Hofmann (Archäologe) (* 1969), deutscher Archäologe und Bauforscher
- Robert Hofmann (Filmkritiker) (* 1987), deutscher Filmkritiker und Schauspieler
- Rolf Hofmann (Regisseur) (* 1939), deutscher Fotograf, Kameramann und Regisseur
- Rolf Hofmann (Maler) (* 1959), deutscher Maler, Grafiker und Grafikdesigner
- Rosa Hofmann (1919–1943), österreichische Jugendfunktionärin und Widerstandskämpferin
- Rudolf Hofmann (Maler, 1820) (1820–1882), deutscher Maler und Galerie-Inspektor
- Rudolf Hofmann (Theologe, 1825) (1825–1917), deutscher evangelischer Theologe
- Rudolf Hofmann (Architekt, 1851) (1851‒1938), deutscher Architekt und Zeichner
- Rudolf Hofmann (Architekt, 1867) (1867–1951), deutscher Architekt und Firmengründer
- Rudolf Hofmann (General) (1895‒1970), deutscher General
- Rudolf Hofmann (Theologe, 1904) (1904‒1994), deutscher katholischer Theologe
- Rudolf Hofmann (Grafiker) (1917–??), deutscher Grafiker
- Rudolf Hofmann (Journalist) (1922–2002), deutscher Journalist
- Rudolf Hofmann (Maler, 1925) (1925–2007), deutscher Maler
- Rudolf Faes-Hofmann (1866–1956), Schweizer Geodät
- Rupert Hofmann (1937–2016), deutscher Politologe
- Ruth Hofmann (Rechtswissenschaftlerin) (1933–2016), deutsche Rechtswissenschaftlerin, Juristin und Richterin
- Ruth Hofmann (Moderatorin) (* 1986), deutsche Moderatorin

### S
- Sabine Hofmann (* 1961), deutsche Journalistin und Chefredakteurin
- Samuel Hofmann (Maler) (1591/92–1648), Schweizer Maler
- Samuel Hofmann (Pfarrer) (1608–1649), deutscher evangelischer Pfarrer und Propst
- Sebastian Hofmann (* 1983), deutscher Fußballspieler
- Sepp Hofmann (?–1965), österreichischer Lehrer und Mundartschriftsteller
- Shirley Anne Hofmann (* 1959), kanadische Musikerin
- Siegfried Hofmann (1930–2014), deutscher Kulturreferent, Stadtarchivar und Stadtheimatpfleger
- Siegfried Hofmann (Heimatforscher) (1935–2018), deutscher Heimatforscher
- Siegfried Hofmann (Physiker) (* 1938), deutscher Physiker
- Siegfried Hofmann-von Kap-herr (1935–2002), deutscher Kinderchirurg und Hochschullehrer
- Sieglinde Hofmann (* 1945), deutsche Terroristin
- Sigurd Hofmann (1944–2022), deutscher Physiker
- Simone Hofmann (Kulturmanagerin) (* 1964), deutsche Veranstaltungsmanagerin
- Simone Sugg-Hofmann (* 1968), deutsche Filmeditorin
- Sina Hofmann (* 1996), Schweizer Unihockeyspielerin
- Sophie Hofmann († 1956), deutsche Unternehmerin; siehe Frankonia
- Sophie Benz Hofmann (* 1948), Schweizer Künstlerin
- Stanislav Hofmann (* 1990), tschechischer Fußballspieler

- Stefan Hofmann (Sportfunktionär) (* 1963), Vorstandsvorsitzender des 1. FSV Mainz 05
- Stefan Hofmann (Psychologe) (* 1964), deutscher Psychologe
- Stefan Hofmann (Theologe) (* 1978), deutscher Moraltheologe
- Stefanie Hofmann (* 1983), deutsche Flötistin und Musikpädagogin
- Stefanie Hofmann (Politikerin) (* 1994), österreichische Politikerin
- Steffen Hofmann (* 1980), deutscher Fußballspieler
- Steve Hofmann (* 1958), US-amerikanischer Mathematiker
- Susanne Hofmann (* 1963), deutsche Architektin und Hochschullehrerin

### T
- Tanja Hain-Hofmann (* 1980), deutsche Tischtennisspielerin
- Tessa Hofmann (eigentlich Tessa Savvidis; * 1949), deutschen Soziologin und Autorin
- Theo Hofmann (* 1983), deutscher Zeichner, Bildhauer und Soundinstallateur
- Theobald Hofmann (1861–1953), deutscher Architekt und Hochschullehrer
- Theodor Hofmann (Politiker, 1808) (Johann Theodor Christoph Hofmann; 1808–1893), deutscher Politiker (KVP), MdL Baden
- Theodor Hofmann (Politiker, 1843) (1843–1914), deutscher Geistlicher, Hochschullehrer und Politiker (Zentrum), MdR
- Theodor Hofmann (Verleger) (1845–1898), deutscher Buchhändler und Verleger
- Theodor Hofmann (Politiker, 1905) (1905–??), deutscher Politiker (NSDAP), MdL Freistaat Anhalt
- Theodor Hofmann (Pädagoge) (1930–2015), deutscher Sonderpädagoge und Hochschullehrer
- Theodor Steck-Hofmann (1857–1937), Schweizer Entomologe und Bibliothekar
- Thilo Hofmann (* 1967), deutscher Umweltgeowissenschaftler und Hochschullehrer
- Thomas Hofmann (Geologe) (* 1964), österreichischer Geologe
- Thomas Hofmann (Informatiker) (* 1966), deutscher Informatiker
- Thomas Hofmann (Lebensmittelchemiker) (* 1968), deutscher Lebensmittelchemiker und Präsident der Technischen Universität München
- Thomas Hofmann (Musikproduzent) (* um 1970), deutscher Rapper und Musikproduzent, siehe Rödelheim Hartreim Projekt
- Tobi Hofmann (* 1973), deutscher Jazzmusiker
- Torsten Hofmann (* 1966), deutscher Sänger (Tenor)

### U
- Ulrich Hofmann (Chemiker) (1903–1986), deutscher Chemiker
- Ulrich Hofmann (Physiker) (* 1931), deutscher Physiker, Wissenschaftsmanager und Unternehmer
- Ulrike Hofmann-Paul (* 1951), deutsche Verlegerin und Autorin
- Urs Hofmann (* 1956), Schweizer Politiker (SP)
- Ursula Kubes-Hofmann (* 1953), österreichische Feministin und Erwachsenenbildnerin
- Ute Hofmann-Auhagen (* 1956/1957), deutsche Unternehmerin

### V
- Veit Hofmann (* 1944), deutscher Künstler
- Viktor Hofmann (1884–1911), russischer Dichter, Schriftsteller und Übersetzer
- Vinzenz Hofmann (1857–1933), böhmischer Gutsbesitzer und Parlamentarier

### W
- Walter Hofmann (Bibliothekar) (1879–1952), deutscher Bibliothekar
- Walter Hofmann (Tiermediziner, 1902) (1902–1981), Schweizer Tiermediziner und Hochschullehrer
- Walter Hofmann (Organist) (1907–1987), österreichischer Organist, Chorleiter und Musikpädagoge
- Walter Hofmann (Geodät) (1912–1995), deutscher Geodät und Hochschullehrer
- Walter Hofmann (Altphilologe) (1925–2009), deutscher Altphilologe
- Walter Hofmann (Tiermediziner, 1928) (1928–2011), deutscher Tiermediziner, Pathologe und Hochschullehrer
- Walter Hofmann (Elektroingenieur) (* 1938), deutscher Elektroingenieur und Hochschullehrer
- Walter Hofmann (Politiker) (* 1939), deutscher Politiker (CSU), MdL Bayern
- Walter Hofmann (Kanute) (* 1949), deutscher Kanute
- Walter Hofmann (Biathlet), Schweizer Biathlet
- Walther Hofmann (1920–1993), deutscher Geodät und Hochschullehrer
- Werner Hofmann (Unternehmer) (1878–1939), deutscher Ingenieur und Unternehmer
- Werner Hofmann (Maler) (1897–1955), deutscher Maler
- Werner Hofmann (Grafiker) (1907–1983), deutscher Maler und Grafiker
- Werner Hofmann (Illustrator, 1915) (Werner Arthur Hofmann; 1915–??), Schweizer Maler, Zeichner und Illustrator
- Werner Hofmann (Soziologe) (1922–1969), deutscher Soziologe und Volkswirt
- Werner Hofmann (Politiker, 1925) (1925–2003), deutscher Politiker (SPD), MdL Bayern
- Werner Hofmann (Kunstwissenschaftler) (1928–2013), österreichischer Kunstwissenschaftler
- Werner Hofmann (Fußballspieler, 1929) (* 1929), deutscher Fußballspieler
- Werner Hofmann (Politiker, 1931) (1931–2016), deutscher Kirchenjurist und Politiker, Senator in Bayern
- Werner Hofmann (Illustrator, 1931) (* 1931), Schweizer Grafiker und Illustrator
- Werner Hofmann (Illustrator, 1935) (1935–2005), Schweizer Grafiker
- Werner Hofmann (Fussballspieler, 1939) (1939–2015), Schweizer Fußballspieler
- Werner Hofmann (Physiker) (* 1952), deutscher Physiker
- Wilfried Hofmann, ursprünglicher Name von Murad Wilfried Hofmann (1931–2020), deutscher Jurist und Diplomat
- Wilfried Hofmann (Politiker) (1947–2012), deutscher Politiker (FDP)
- Wilfried Hofmann (Ingenieur) (* 1954), deutscher Elektrotechniker und Hochschullehrer
- Wilhelm Hofmann (Pädagoge) (1901–1985), deutscher Sonderpädagoge
- Wilhelm Hofmann (Ingenieur) (1903–1965), deutscher Ingenieur und Hochschullehrer
- Wilhelm Hofmann (Architekt) (1910–nach 1982), deutscher Architekt und Hochschullehrer
- Wilhelm Hofmann (Politiker) (1917–1995), deutscher Lehrer und Politiker (FDP/DVP)
- Wilhelm Hofmann (Politikwissenschaftler) (* 1962), deutscher Politikwissenschaftler und Hochschullehrer
- Wilhelm Hofmann (Psychologe) (* 1976), deutscher Sozialpsychologe
- Wilhelm Müller-Hofmann (1885–1948), österreichischer Maler, Grafiker und Hochschullehrer
- Wilhelm Anton Hofmann (1908–nach 1960), österreichischer Ingenieur, Verfasser psychologischer Ratgeber
- Willi Hofmann (* 1940), Schweizer Bobfahrer
- Willi Hofmann (Golftrainer) (* 1940/1941), deutscher Golftrainer
- Willy Hofmann (1909–1984), deutscher Sänger (Tenor)
- Winfried Hofmann (1931–2022), deutscher Medienpädagoge; Rektor der Katholischen Fachhochschule Nordrhein-Westfalen
- Winfried Hofmann (Tiermediziner) (1935–2023), deutscher Veterinärmediziner und Hochschullehrer
- Wolfgang Hofmann (Politiker) (1859–nach 1920), deutscher Politiker (BBB), MdL Bayern
- Wolfgang Hofmann (Komponist) (1922–2003), deutscher Geiger, Komponist und Dirigent
- Wolfgang Hofmann (Schauspieler) (* 1927), deutscher Schauspieler
- Wolfgang Hofmann (Kantor) (1928–2019), deutscher Kantor, Organist und Komponist
- Wolfgang Hofmann (Historiker) (* 1932), deutscher Historiker
- Wolfgang Hofmann (Judoka) (1941–2020), deutscher Judoka
- Wolfgang Hofmann (* 1959), österreichischer Filmregisseur, bildender Künstler und Musiker, siehe Wolfgang Georgsdorf

### Y
- Yann-Eric Hofmann (* 1978), Schweizer Jurist

### Sonstiges
- Anita & Alexandra Hofmann, bis 2012 Geschwister Hofmann, deutsches Schlager-Gesangsduo
- Geschwister Hofmann (1950er-Jahre), deutsches Schlager-Gesangsduo